# Comissari Europeu d'Educació, Cultura, Multilingüisme i Joventut
El Comissari Europeu d'Educació, Cultura, Multilingüisme i Joventut és un membre de la Comissió Europea responsable de l'educació, cultura, multilingüisme, joventut, societat civil i traducció en el si de la Unió Europea (UE).
El seu actual comissari és la xipriota Andrul·la Vassiliu.

## Orígens
L'any 1973 es creà per primera vegada el càrrec de Comissari Europeu d'Educació durant la Comissió Ortoli, si bé va desaparèixer en finalitzar el mandat, integrant-se en les responsabilitats del Comissari Europeu de Treball i Assumptes Socials durant dos anys. L'any 1985 en la formació de la Delors I es crearen les carteres de Comissari Europeu d'Educació i Comissari Europeu de Cultura i Turisme, carteres que l'any 1989 s'agruparen en una anomenada Comissari Europeu d'Afers Culturals i Audiovisual.
L'any 1999 en la formació de la Comissió Santer adoptà el nom de Comissari Europeu d'Educació, Formació i Cultura si bé en la formació de la Comissió Barroso adoptà el nom de Comissari Europeu d'Educació, Formació, Cultura i Multilingüisme. Amb l'entrada, però, de Bulgària i Romania el maig de 2004 es creà la cartera de Comissari Europeu de Multilingüisme, retornant així al nom anterior. El 2010 es tornà a incorporar la cartera de multilingüisme i es canvià el nom a Comissari Europeu d'Educació, Cultura, Multilinguisme i Joventut.

## Llista de Comissaris d'Educació, Cultura, Multilingüisme i Joventut
| Comissió                                                       | Inici                        | Finalització                 | Nom                          | País                         | Partit                       |
| Comissari Europeu d'Educació                                   | Comissari Europeu d'Educació | Comissari Europeu d'Educació | Comissari Europeu d'Educació | Comissari Europeu d'Educació | Comissari Europeu d'Educació |
| Ortoli                                                         |                              |                              |                              |                              |                              |
| -------------------------------------------------------------- | ---------------------------- | ---------------------------- | ---------------------------- | ---------------------------- | ---------------------------- |
| Ortoli                                                         | 6 de gener de 1973           | 5 de gener de 1977           | Ralf Dahrendorf              | Alemanya                     | FDP                          |
| Comissari Europeu de Treball i Assumptes Socials               |                              |                              |                              |                              |                              |
| Jenkins                                                        |                              |                              |                              |                              |                              |
| 6 de gener de 1977                                             | 5 de gener de 1981           | Henk Vredeling               | Països Baixos                | PvdA                         |                              |
| Thorn                                                          |                              |                              |                              |                              |                              |
| 6 de gener de 1981                                             | 5 de gener de 1985           | Ivor Richard                 | Regne Unit                   | Lab.                         |                              |
| Comissari Europeu d'Educació                                   |                              |                              |                              |                              |                              |
| Delors I                                                       |                              |                              |                              |                              |                              |
| 6 de gener de 1985                                             | 5 de gener de 1989           | Peter Sutherland             | Irlanda                      | FG                           |                              |
| 6 de gener de 1986                                             | 5 de gener de 1989           | Manuel Marín                 | Espanya                      | PSOE                         |                              |
| Comissari Europeu de Cultura i Turisme                         |                              |                              |                              |                              |                              |
| Delors I                                                       |                              |                              |                              |                              |                              |
| 6 de gener de 1985                                             | 5 de gener de 1989           | Carlo di Meana               | Itàlia                       | PSI                          |                              |
| Comissari Europeu d'Afers Culturals i Audiovisual              |                              |                              |                              |                              |                              |
| Delors II                                                      |                              |                              |                              |                              |                              |
| 6 de gener de 1989                                             | 5 de gener de 1993           | Jean Dondelinger             | Luxemburg                    | ind.                         |                              |
| Delors III                                                     |                              |                              |                              |                              |                              |
| 6 de gener de 1993                                             | 22 de gener de 1995          | João Pinheiro                | Portugal                     | PSP                          |                              |
| Comissari Europeu d'Educació, Formació i Cultura               |                              |                              |                              |                              |                              |
| Santer                                                         |                              |                              |                              |                              |                              |
| 23 de gener de 1995                                            | 15 de març de 1999           | Marcelino Oreja              | Espanya                      | PP                           |                              |
| Marín                                                          |                              |                              |                              |                              |                              |
| 16 de març de 1999                                             | 15 de setembre de 1999       | Marcelino Oreja              | Espanya                      | PP                           |                              |
| Prodi                                                          |                              |                              |                              |                              |                              |
| 16 de setembre de 1999                                         | 21 de novembre de 2004       | Viviane Reding               | Luxemburg                    | CSV                          |                              |
| 1 de maig de 2004                                              | 21 de novembre de 2004       | Dalia Grybauskaitė           | Lituània                     | ind.                         |                              |
| Barroso I                                                      |                              |                              |                              |                              |                              |
| 22 de novembre de 2004                                         | 1 d'octubre de 2009          | Ján Figeľ                    | Eslovàquia                   | KDH                          |                              |
| 1 d'octubre de 2009                                            | 9 de febrer de 2010          | Maroš Šefčovič               | Eslovàquia                   | Smer                         |                              |
| Comissari Europeu Educació, Cultura, Multilingüisme i Joventut |                              |                              |                              |                              |                              |
| Barroso II                                                     |                              |                              |                              |                              |                              |
| 9 de febrer de 2010                                            | actualitat                   | Andrul·la Vassiliu           | Xipre                        | ΔΚ                           |                              |